# Acanthomintha
Acanthomintha je rod američkih aromatičnih jednogosdišnjih biljaka iz porodice usnača raširen poglavito u Kaliforniji. Pripadaju mu četiri vrste, a ime roda znači trnovita metvica (thorn mint), prema trnovima na listovima koje su karakteristične za sve četiri vrste.
A. ilicifolia iz kalifornijskog okruga san Diego i susjednog dijela poluotoka Baja California, nestala je na mnogim mjestima na kojima je prethodno zabilježena, pa je danas vode ugroženom vrstom prema Zakonu o ugroženim vrstama Kalifornije.

## Vrste
1. Acanthomintha duttonii (Abrams) Jokerst
2. Acanthomintha ilicifolia A.Gray
3. Acanthomintha lanceolata Curran
4. Acanthomintha obovata Jeps.